# Shape of Things to Come

Shape of Things to Come es el quinto álbum de estudio del guitarrista de jazz nortemericano George Benson, grabado en 1968. Fue su primer álbum para A&M Recordsy el primero producido para el por Creed Taylor, quien contó con todos los pesos pesados del sello, el arreglista Don Sebesky, el ingeniero Rudy Van Gelder, los artistas invitados Herbie Hancock, Ron Carter, Hank Jones, Richard Davisy acompañamientos orquestales con 18 instrumentos.
Además de un par de composiciones originales de Benson, este álbum contiene en su mayor parte versiones de artistas tan diversos como Aretha Franklin, The Monkees y Glenn Miller.

## Antecedentes
Después de cuatro álbumes como líder para tres sellos diferentes, Benson firmó con la discográfica A&M en 1968 para ser el sustituto a la guitarra de su estrella Wes Montgomery, fallecido ese mismo año. Todo se había dispuesto para que Benson encajara en el molde de su predecesor y aunque él guitarrista quiso tener un cierto control de la sesión,según explicó en su autobiografía, fue su productor Creed Taylor quién se ocupó de todos los aspectos de este trabajo, desde los temas seleccionados hasta los músicos de la sesión, pasando por su foto en la contraportada: «Hubo cosas que no me gustaron especialmente, pero estaba tan contento de estar en un entorno en el que todos sabían lo que hacía que mantuve la boca cerrada; no digo esto para menospreciar a Columbia o Verve, es sólo que Herb Alpert era músico y sabía lo que los músicos necesitaban de su discográfica para hacer el trabajo. Todos compartíamos un mismo objetivo: hacernos con el público.»

## Recepción y críticas
Para Thom Jurek de AllMusic, Shape of Things to Come es un álbum que merece su estatus de clásico, al que otorga la máxima calificación y considera que el debut de Benson en AM & CTI «supuso la llegada de una auténtica estrella a la escena del jazz, no sólo como gran solista, sino como artista que se niega a ser encasillado cuatro décadas después.»
Según el guitarrista de jazz y compositor neoyorkino Bobby Broom, en este álbum Benson hace un guiño a su predecesor Wes Montgomery y luego rompe el molde: «Su enfoque, tanto rítmico como musical, posee la esencia inherente de una década o más de R&B y soul que él agrega a la mezcla del jazz. En sus solos de acordes en bloque, emplea libremente una de las técnicas que eran fundamentales para el estilo de Wes, sin llegar a sonar nunca como un imitador.»
Como describe Ira Gitler en las notas de crédito del LP:«Shape of Things to Come es un álbum que crece de principio a fin. Cuando termina, te das cuenta de que has escuchado un montón de buen jazz a la guitarra.»

## Portada
La portada y contraportada del LP original de 1969 fue diseñada por Sam Antupity en ella aparece como tema central una fotografía de Pete Turner titulada “Shape Of Things To Come”tomada en Fire Island, Nueva York, en 1969 y que se encuentra también en su libro "The Color of Jazz" publicado en 2006 por Rizzoli.
Desde 1967 Creed Taylor era el productor para la nueva división de jazz de A&M Records. Aunque los discos eran oficialmente lanzamientos de A&M, el logotipo de CTI era claramente visible en las cubiertas y etiquetas, que tuvieron siempre un carácter muy distintivo. El diseño de su director artístico, Sam Antupit, era el colmo de la simplicidad elegante:  En la portada se nombraba al artista y el título del álbum en dos líneas con una tipografía Helvética limpia, sobre una evocadora fotografía de Pete Turner que recorría la portada sobre un fondo blanco para los lanzamientos orientados al jazz, como en éste àlbum, que corresponde a la serie 3000 de CTI.

## Lista de temas
| n.º | Título                              | Compositor/es               | Duración |
| --- | ----------------------------------- | --------------------------- | -------- |
| 1.  | "Footin' It"                        | George Benson - Don Sebesky | 4:15     |
| 2.  | "Face It Boy, It's Over"            | Andy Badale - Frank Stanton | 4:00     |
| 3.  | "Shape of Things to Come"           | Barry Mann - Cynthia Weil   | 5:40     |
| 4.  | "Chattanooga Choo Choo"             | Harry Warren - Mack Gordon  | 3:30     |
| 5.  | "Don't Let Me Lose This Dream"      | Aretha Franklin -Ted White  | 4:40     |
| 6.  | "Shape of Things That Are and Were" | George Benson               | 5:45     |
| 7.  | "Last Train to Clarksville"         | Tommy Boyce - Bobby Hart    | 5:30     |

## Créditos
- George Benson – guitarra
- Ron Carter - contrabajo (temas 2, 6, 7)
- Richard Davis – contrabajo (temas 3, 5)
- Herbie Hancock – piano (temas 1, 4)
- Hank Jones – piano (tema 3)
- Idris Muhammad (como Leo Morris) – batería (temas 1, 2, 3, 4)
- Dave Mankovitz – viola (temas 1, 3, 4)
- George Marge – flauta, cello (temas 1, 3, 4)
- Romeo Penque – flauta, cello (temas 1, 3, 4)
- Alan Raph – trombón, tuba (temas 1, 2, 4, 5-7)
- George Ricci – cello (temas 1, 3, 4)
- Stanley Webb – flauta (temas 1, 4)
- Joe Shepley – trompeta, fliscorno (temas 1, 2, 4, 5-7)
- Wayne Andre – trombón, bombardino barítono (temas 1, 2, 4, 5-7)
- Burt Collins – trompeta (temas 2, 5-7)
- Charles Covington –  órgano (temas 1, 2, 3 y 4)
- Bernard Eichen – violin (temas 1, 3, 4)
- Jack Jennings – percusión, vibráfono (temas 1, 3, 4)
- Charles Libove – violin (temas 1, 3, 4)
- Buddy Lucas – armónica, saxofón tenor (temas 1, 2, 4, 5-7)
- Johnny Pacheco – percusión, conga (temas 1, 2, 3, 4)
- Marvin Stamm – trompeta, fliscorno, piccolo (temas 1, 2, 4, 5-7)
- Don Sebesky – arreglista, director

## Producción
- Creed Taylor - productor
- Ira Gitler - notas del álbum
- Pete Turner - fotografía
- Sam Antupit - diseño